# Conferencia de las Naciones Unidas sobre el Cambio Climático de 2015
La Conferencia de las Naciones Unidas sobre Cambio Climático 2015, XXI Conferencia Internacional sobre Cambio Climático o 21.ª Conferencia de las Partes y la 11.ª Conferencia de las Partes en calidad de reunión de las Partes en el Protocolo de Kioto (COP21/CMP11) se celebró en París (Francia). Se llevó a cabo desde el 30 de noviembre hasta el 11 de diciembre de 2015. Fue organizada por la Convención Marco de las Naciones Unidas sobre el Cambio Climático (CMNUCC). En ella se alcanzó el renombrado Acuerdo de París.

## XXI Conferencia Internacional sobre Cambio Climático
El objetivo de la conferencia era el de concluir un acuerdo mundial con el fin de reducir las emisiones de gases de efecto invernadero.
Antes de la conferencia, se realizó una reunión para discutir los problemas climáticos en el Mediterráneo en Marsella durante el MedCop21 el 4 y 5 de junio de 2015.
La conferencia alcanzó su objetivo, lograr por primera vez en la historia un acuerdo universal sobre los métodos para reducir el cambio climático. Esto se materializó en el Acuerdo de París, que fue aprobado por aclamación por casi todos los estados y que se convertirá en jurídicamente vinculante si por lo menos 55 países que representen al menos el 55 por ciento de las emisiones globales de gases de efecto invernadero se adhiere a ella a través de la firma seguida de su ratificación, aceptación, aprobación o adhesión.
El acuerdo será aplicado a partir de 2020. De acuerdo con el comité organizador, el resultado esperado era clave para limitar el calentamiento global por debajo de 2 grados centígrados  en 2100, en comparación con anterioridad a la era industrial. Los investigadores de la ONU Grupo Intergubernamental de Expertos sobre el Cambio Climático acordaron en 2009 que esto era necesario para evitar catástrofes climáticas graves, y que ese resultado a su vez requeriría que las emisiones de gases de efecto invernadero se redujeran entre un 40 y un 70 por ciento en 2050 en comparación con el año 2010, alcanzando un nivel cero en 2100. Esta meta fue no obstante superada por el proyecto definitivo formalmente aceptado del Acuerdo de París que pretende también proseguir los esfuerzos para limitar el aumento de temperatura a 1,5 grados centígrados. Un objetivo ambicioso requeriría un nivel cero de emisiones de veces entre 2030 y 2050.
Antes de la conferencia, 146 paneles climáticos nacionales presentaron públicamente los proyectos de contribuciones nacionales sobre el clima (los llamados Intended Nationally Determined Contributions, INDCs). Estos proyectos sugirieron compromisos para limitar el calentamiento global a 2,7 grados centígrados para el año 2100. Por ejemplo, la Unión Europea sugirió un compromiso con una reducción del 40 por ciento en las emisiones para el año 2030 en comparación con las de 1990.
Una reunión previa a la Conferencia se celebró en Bonn, del 19 al 23 de octubre de  2015, con los ministros de medio ambiente de todo el mundo.

## Antecedente

Muestra los 500 países mayores emisores de CO_{2} en el mundo entre 1990 y 2012, incluyendo cifras de renta per cápita. Los datos se tomaron de base de datos de Edgar UE.

Según el comité organizador, el objetivo de la conferencia de 2015 era lograr, por primera vez en más de 20 años de negociaciones de la ONU, un acuerdo vinculante y universal sobre el clima, de todas las naciones del mundo. .
El papa Francisco publicó una encíclica llamada Laudato si' destinada, en parte, a influir en la conferencia. La encíclica llama a la acción contra el cambio climático . La Confederación Sindical Internacional hizo un llamamiento con el objetivo de lograr "cero carbono, cero pobreza", y el secretario general Sharan Burrow repitió que "no hay puestos de trabajo en un planeta muerto".

### Papel de China y Estados Unidos
Grupos de expertos como el  Consejo Mundial de Pensiones (WPC) han argumentado que las claves del éxito de la conferencia están en convencer a Estados Unidos y a los responsables políticos chinos: "Siempre y cuando los responsables políticos de Washington y Pequín [no] pongan todo su capital político detrás de la adopción de ambiciosas medidas para la reducción de emisiones carbono, los loables esfuerzos de otros gobiernos del G-20 solo harán que estos esfuerzos permanezcan en el reino de los deseos piadosos"

## Situación y participación
La ubicación de las negociaciones de la CMNUCC ha rotado por diversas regiones de todos los países de Naciones Unidas. La conferencia de 2015 se celebró en Le Bourget del 30 de noviembre al 11 de diciembre de 2015.
Francia sirvió como país modelo para los delegados que asistían a la COP21, ya que es uno de los pocos países desarrollados del mundo que tiene como objetivo descarbonizar la producción de electricidad y disminuir la energía obtenida de combustibles fósiles sin dejar de ofrecer un alto nivel de vida. A partir de 2012, Francia genera más del 90% de su electricidad a partir de fuentes con cero emisiones de carbono, incluyendo nuclear, hidroeléctrica y eólica.
La conferencia tuvo lugar dos semanas después de una  serie de ataques terroristas que sucedieron en el centro de París. En consecuencia, la seguridad fue reforzada antes del evento con 30.000 agentes de policía y 285 controles de seguridad desplegados en todo el país hasta después de que terminara la conferencia

## Negociaciones

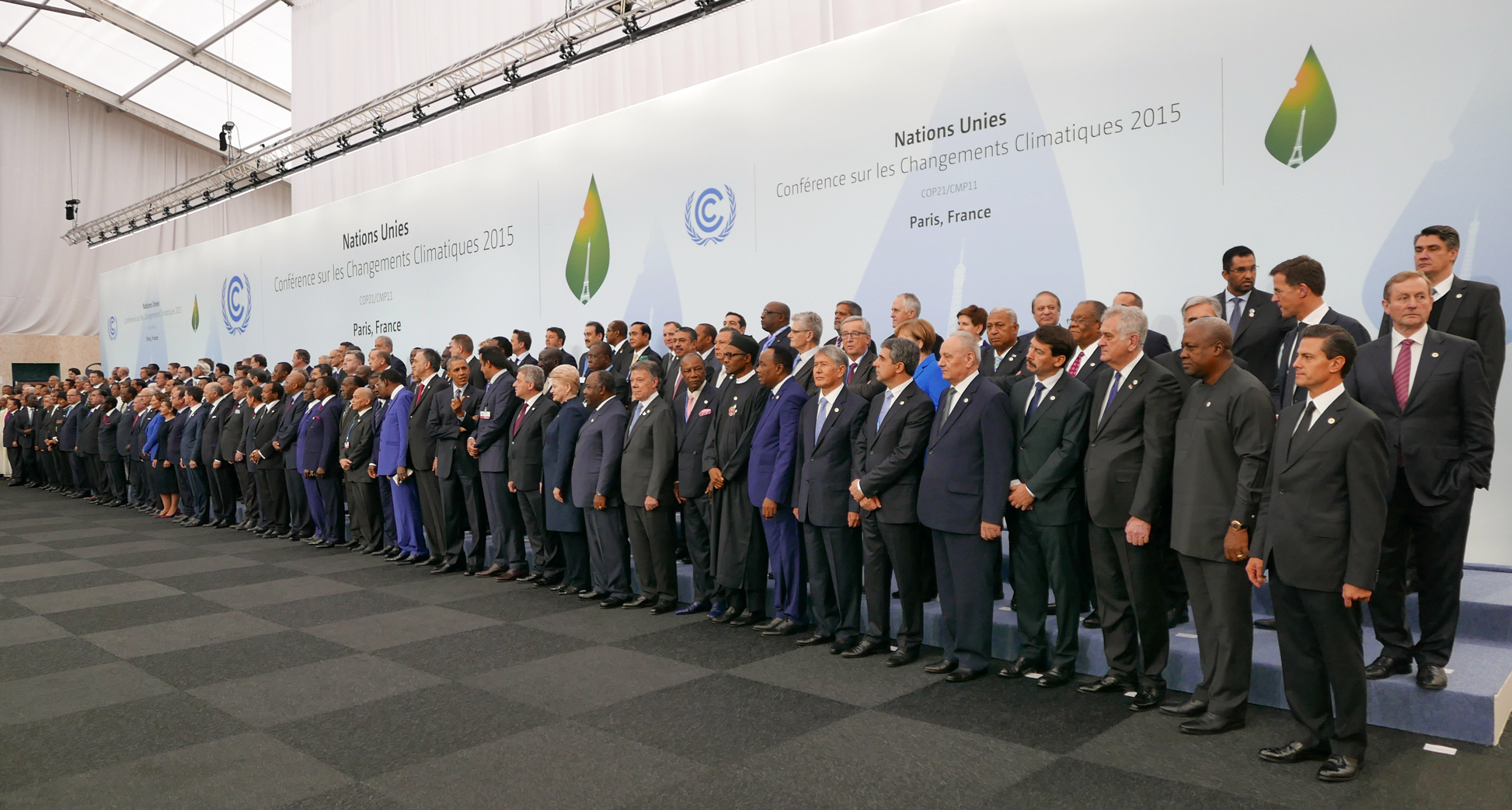
COP 21: Jefes de delegaciones

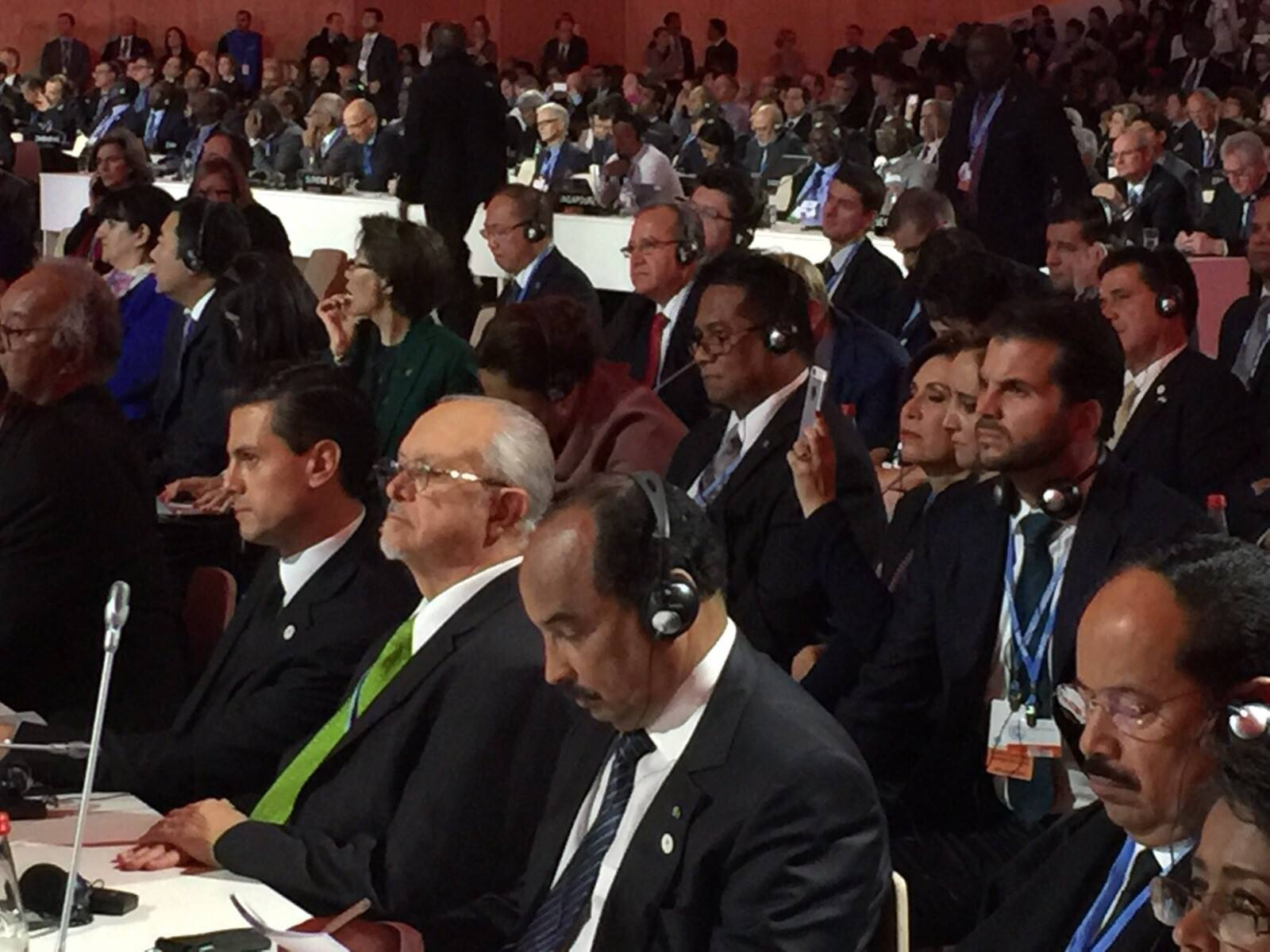
Delegados

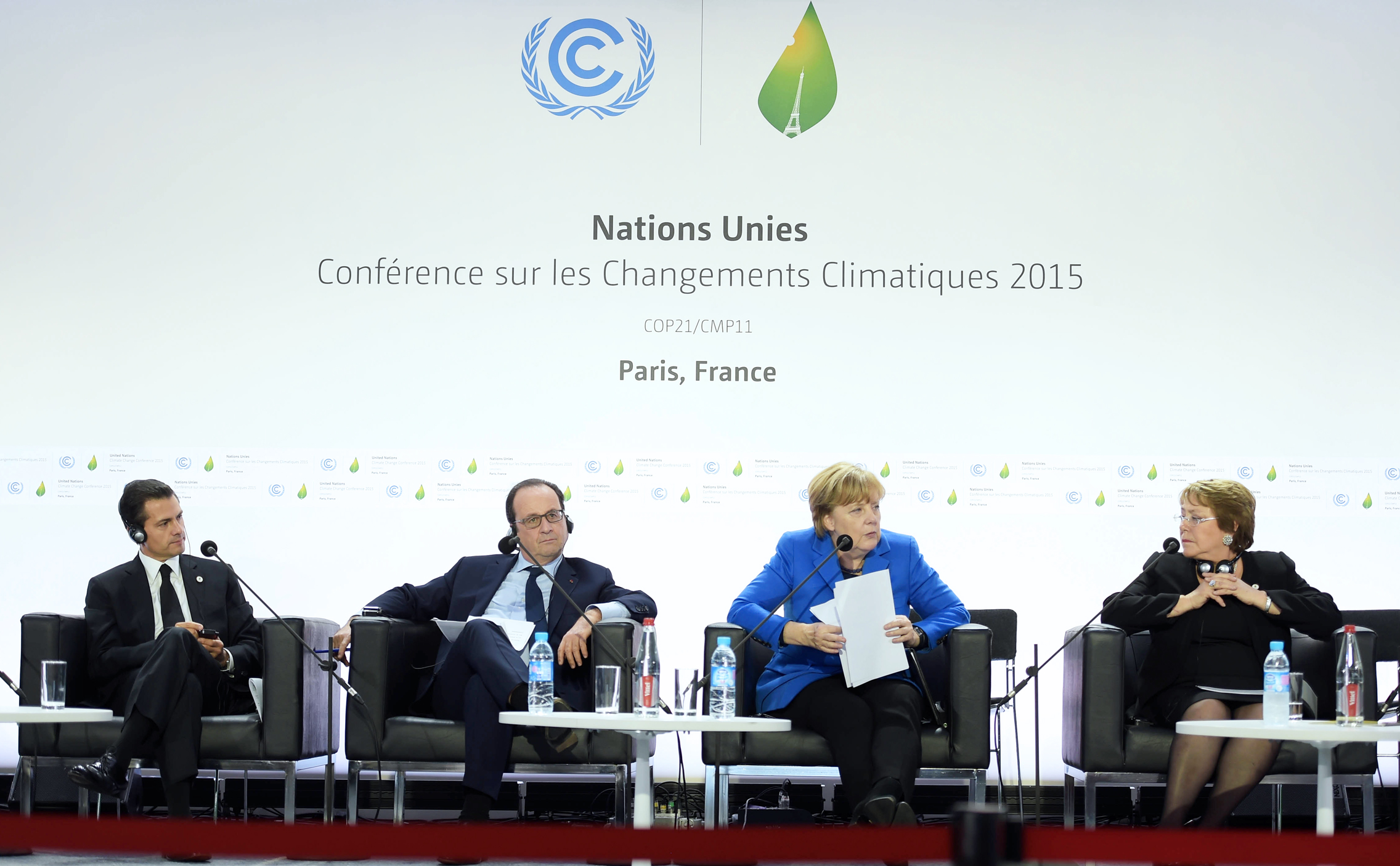
Enrique Peña Nieto, François Hollande, Angela Merkel, Michelle Bachelet

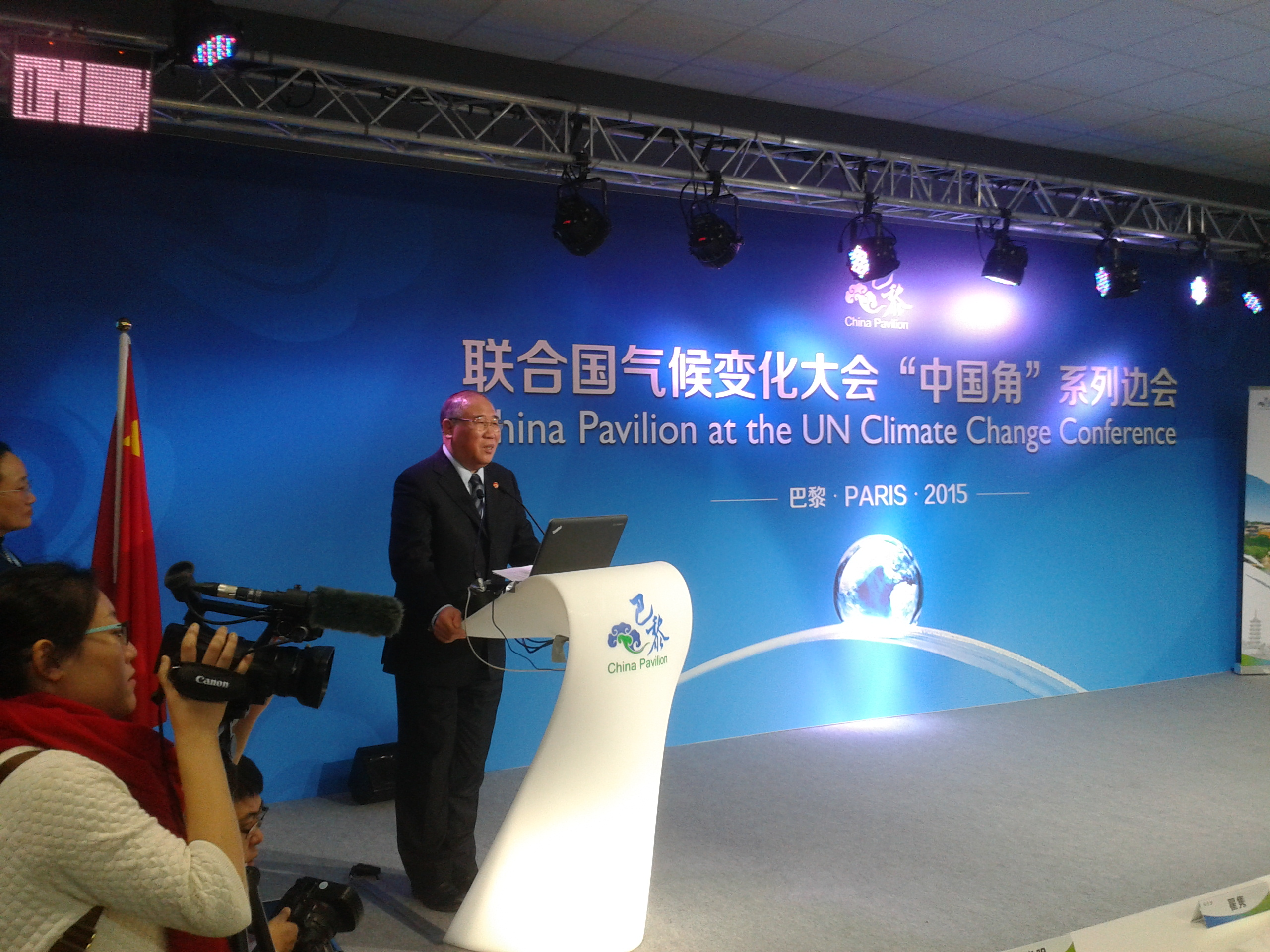
Rueda de prensa en el pabellón chino.

El objetivo general de la Convención era reducir las emisiones de gases de efecto invernadero para limitar el aumento de la temperatura global a 2 °C (3.6 °F) por encima de los niveles preindustriales . Sin embargo, Christiana Figueres reconoció en la rueda de cierre de la Conferencia de Doha 2012 "los compromisos actuales en el marco del segundo período de compromiso del Protocolo de Kyoto claramente no son suficientes para garantizar que la temperatura se mantendrá por debajo del 2 °C y hay una brecha cada vez mayor entre la acción de los países y lo que la ciencia nos dice."
Durante las negociaciones climáticas anteriores, los países acordaron delinear las acciones que se proponían adoptar dentro de un acuerdo global antes del 1 de octubre de 2015. Estos compromisos se conocen como Intended Nationally Determined Contributions o INDCs En conjunto, los INDCs llevarían el calentamiento global de un estimado de 4–5+ ° C (en 2100) a 2.7 °C, y a reducir las emisiones per cápita en un 9% en 2030, mientras que proporciona la esperanza a los organizadores de la conferencia en que más reducciones en el futuro permitirían el cumplimiento de un objetivo de 2 °C

## Resultados de la Conferencia
El 12 de diciembre de 2015 los 195 países participantes lograron por consenso un pacto global, el Acuerdo de París, para reducir las emisiones como parte del método para la reducción de gases de efecto invernadero. En el documento de 12 páginas los miembros acordaron reducir sus emisiones de carbono "lo antes posible" y hacer todo lo posible para mantener el calentamiento global "muy por debajo de 2 grados C". .
El ministro de Relaciones Exteriores de Francia, Laurent Fabius dijo que este plan "ambicioso y equilibrado" era un "punto de inflexión histórico" en el objetivo de reducir el calentamiento global.

### Compromisos no vinculantes, falta de mecanismos de aplicación
El Acuerdo no será vinculante para sus Estados miembros hasta que 55 países que produzcan más del 55% de los gases de efecto invernadero del mundo hayan ratificado el Acuerdo. Hay dudas sobre su ratificación por algunos países relevantes, como los EE. UU., con su Congreso dominado por los republicanos.
Cada país que ratifique el acuerdo establecerá necesariamente un objetivo de reducción de emisiones, pero la cantidad será voluntaria. Habrá un mecanismo que forzará a cada país a cumplir los objetivos marcados, que contempla "señalar y avergonzar" a aquellos que no cumplan esos objetivos en los plazos fijados, viéndose esos países vergonzosamente rezagados. O tal y como declaró Janos Pasztor, el asistente del secretario general de la ONU para el cambio climático, a CBS News (Estados Unidos), no se trata tanto de "señalar y avergonzar" como de "señalar y alentar" a los países para que cumplan los objetivos marcados.

## Proyectos y declaraciones
Como es habitual antes de las conferencias principales, las principales ONG y grupos de gobiernos elaboraron  publicaron una amplia variedad de declaraciones con la intención de buscar un consenso en la conferencia de París. Estos proyectos incluyen al menos las siguientes actuaciones principales:
- ICLEI, en su Congreso Mundial, puso en marcha el nuevo Programa de acciones transformadoras (TAP) con la intención de progresar en las acciones locales y subnacionales anteriores a COP21.[33] sobre los compromisos COP11 de la (Cumbre de Montreal 2005),[34] El Triple resultado, es el marco que derivó de este y otros esfuerzos locales.
  - Capitales europeas y grandes ciudades para la acción climática en el camino a la Declaración COP 21, aprobada el 26 de marzo de 2015 por "representantes de las capitales de la UE y las grandes ciudades de 28 Estados miembros de la UE en la reunión organizada por Anne Hidalgo, alcaldesa de París, e Ignazio Marino, alcalde de Roma, quienes sostienen que "las zonas urbanas expuestas al cambio climático son también zonas de pruebas de las innovaciones esenciales",[35]
- Asociaciones privadas, y empresas público-privadas
  - En la Cumbre Mundial de las Regiones para el Clima (WSRC) en París 2014, Arnold Schwarzenegger, el fundador de  R20, invitó a una coalición de gobiernos, empresas e inversionistas a firmar un proyecto de "Declaración de París" en la Cumbre Mundial sobre el Clima en Lima 2014, en la Cumbre Mundial de Economía Verde  2015 en Dubái y COP21[36]
  - El proyecto SHIFT realizado por las organizaciones empresariales franceses.[37]
- Los pueblos indígenas cuyos proyectos incluyen:
  - Declaración de los pueblos indígenas de Asia [38]
  - IPACC trabajando con los pueblos indígenas de África[39] en particular, pero también en todo el mundo[40]
  - Una amplia gama de grupos y de pueblos, "buscando su presencia después de 2015" en el desarrollo, por ejemplo, el Centro para la Autonomía y el Desarrollo de los Pueblos Indígenas en Nicaragua[41]
  - Muchas organizaciones políticas indígenas que buscan su reconocimiento en virtud de la Declaración sobre los Derechos de los Pueblos Indígenas[42] que exigía el reconocimiento y el cambio ya en 2014 en la Conferencia sobre el Cambio Climático de las Naciones Unidas 2014 en Lima.[43] En 2015 se incluirán estos pueblos con sus peticiones específicas, por ejemplo, la Confederación Wabanaki con su oposición a la fracturación hidráulica y al oleoducto Energy East, ha anunciado que va a enviar a un representante diplomático en relación con los acontecimientos en 2013 en Nuevo Brunswick que puso de relieve el desequilibrio de poder para oponerse a las empresas de combustibles fósiles, incluso en sus tierras no cedidas:
    - "Canadá es el hogar del 75% del mundo  [sic] de las corporaciones mineras, y estas han tendido relativa impunidad en los tribunales canadienses" - Winona LaDuke[44]
- Red de la Tierra y de Acción Climática de la Mujer en busca de "una representación poderosa de las mujeres en todo el mundo" compartir "historias, luchas, soluciones y planes de acción ... con una movilización de las mujeres por la justicia climática" [45]
- Los países del Mediterráneo. El primer borrador está diseñado para proteger  el Mediterráneo de la inminente crecida de las aguas provocada por el deshielo polar. Más de 24 países, más de 500 millones de personas, más de 15.000 islas y miles de kilómetros de costa podrían así protegerse de las inundaciones.
- Alianza Solar: El primer ministro indio Narendra Modi anunció en la Cumbre  del G-20 en 2015, junto con el presidente francés, François Hollande, la intención de proponer la creación de una alianza de países que presentan una gran insolación, similar a la Organización de Países Exportadores de Petróleo (OPEP).[46][47][48] Antes de la cumbre del clima, los dos líderes enviaron invitaciones por escrito a más de 100 países a unirse a la coalición proponiendo el nombre de Agencia Internacional para la Política y Aplicación Solar (Inspa) [49]
- Una amplia gama de otras actividades[50] en preparación para influir en las decisiones más importantes de la conferencia.

## Financiación

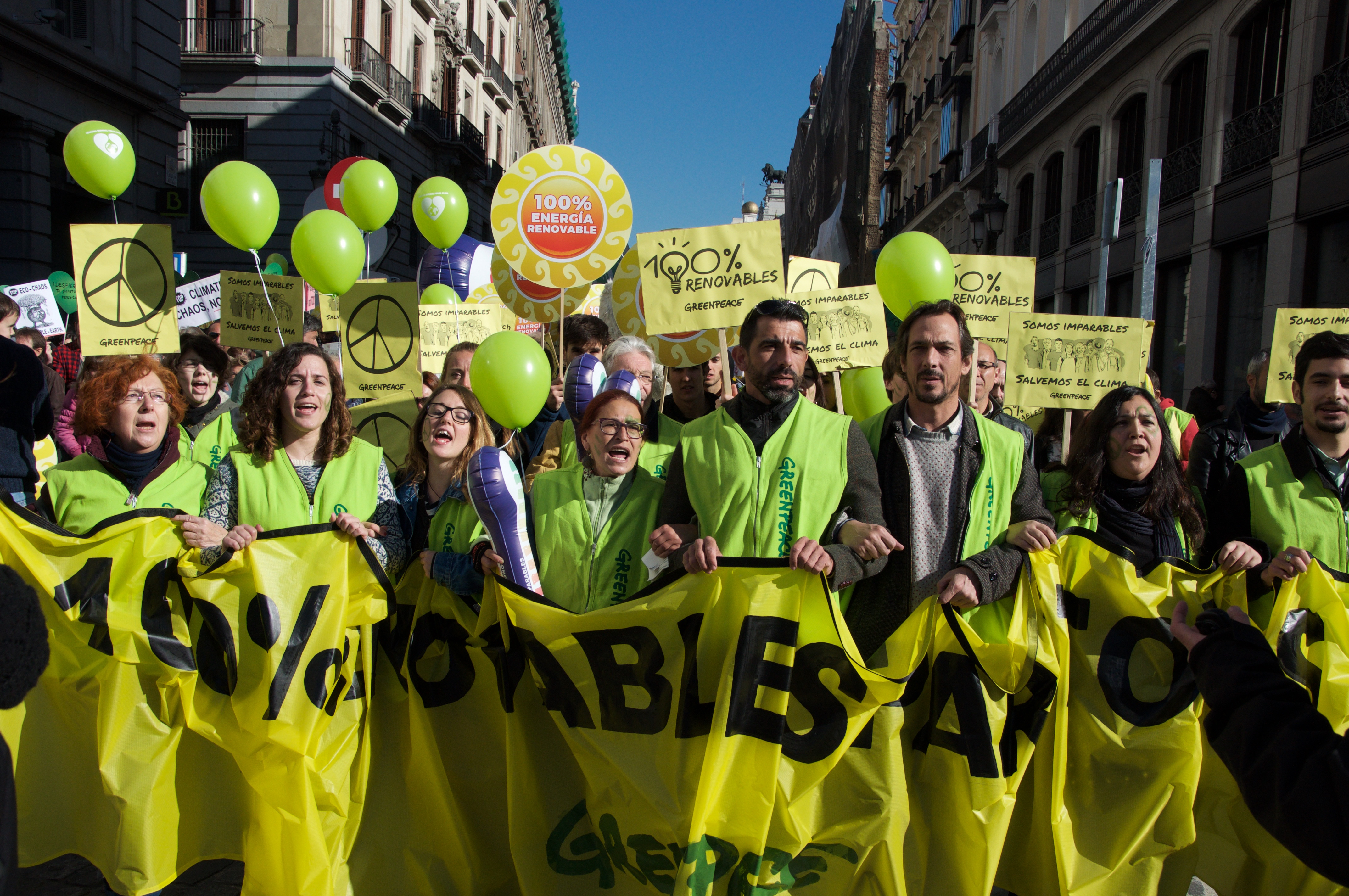
Activistas de Greenpeace, exigiendo energía 100% renovable en la Marcha del Clima 2015 en Madrid

La conferencia se presupuestó en  170m de € (186.87m US $ en ese momento). El gobierno francés aseguró que el 20% del coste correría a cargo de las empresas patrocinadoras, tales como  EDF, Engie (anteriormente conocida como GDF Suez), Air France, Renault -Nissan y BNP Paribas

## Manifestaciones
En todo el mundo, 600.000 participantes se manifestaron a favor de un acuerdo sólido. En París existía una prohibición de reuniones públicas a raíz de los recientes ataques terroristas, pero permitió que miles manifestantes se mostraran el 12 de diciembre contra lo que consideraban un tratado demasiado débil. También hubo manifestaciones ilegales en París, incluyendo un violento enfrentamiento entre la policía y manifestantes anticapitalistas el 29 de noviembre.

## Galería de fotos

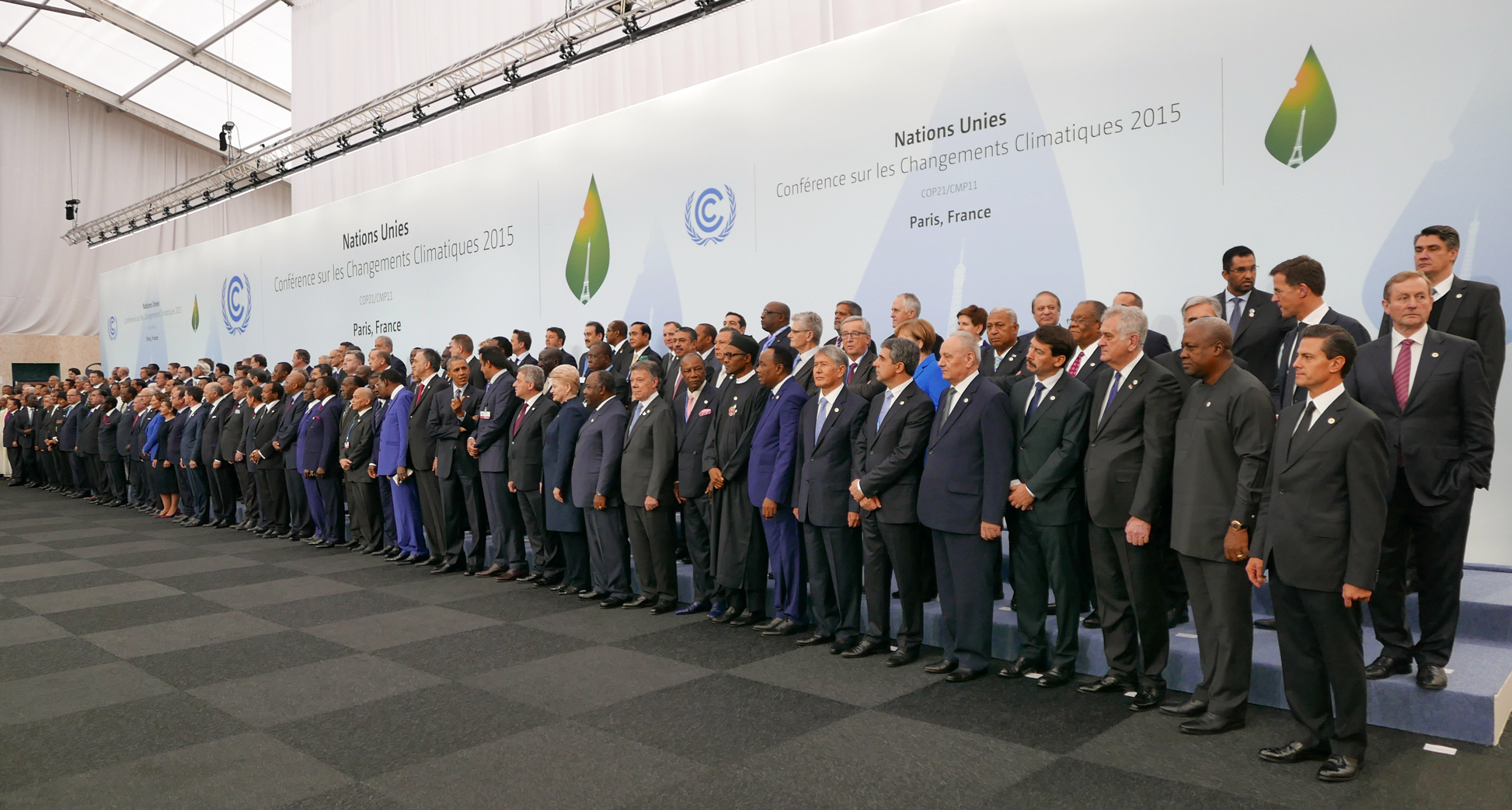
COP 21: Jefes de delegaciones
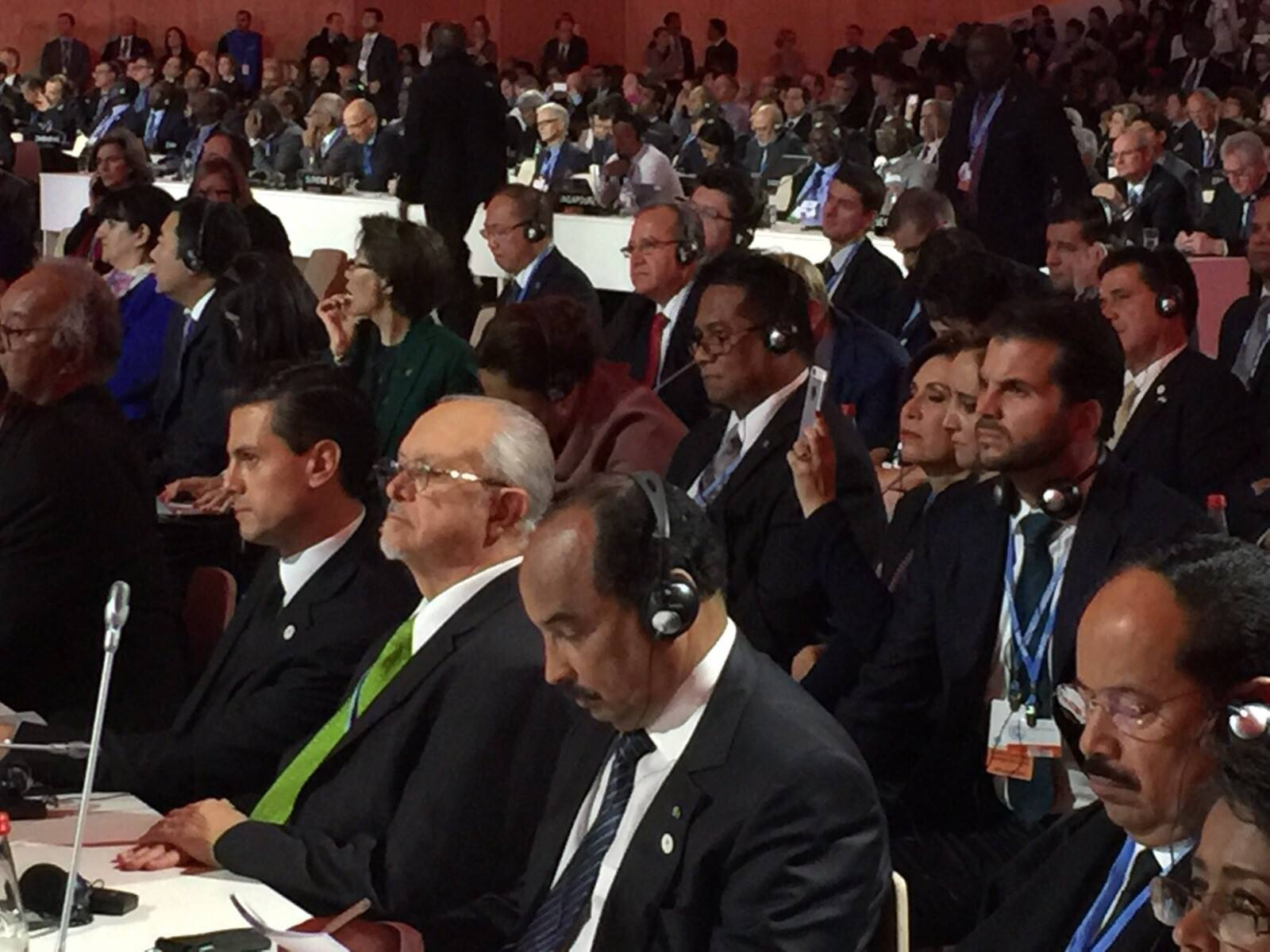
Delegados
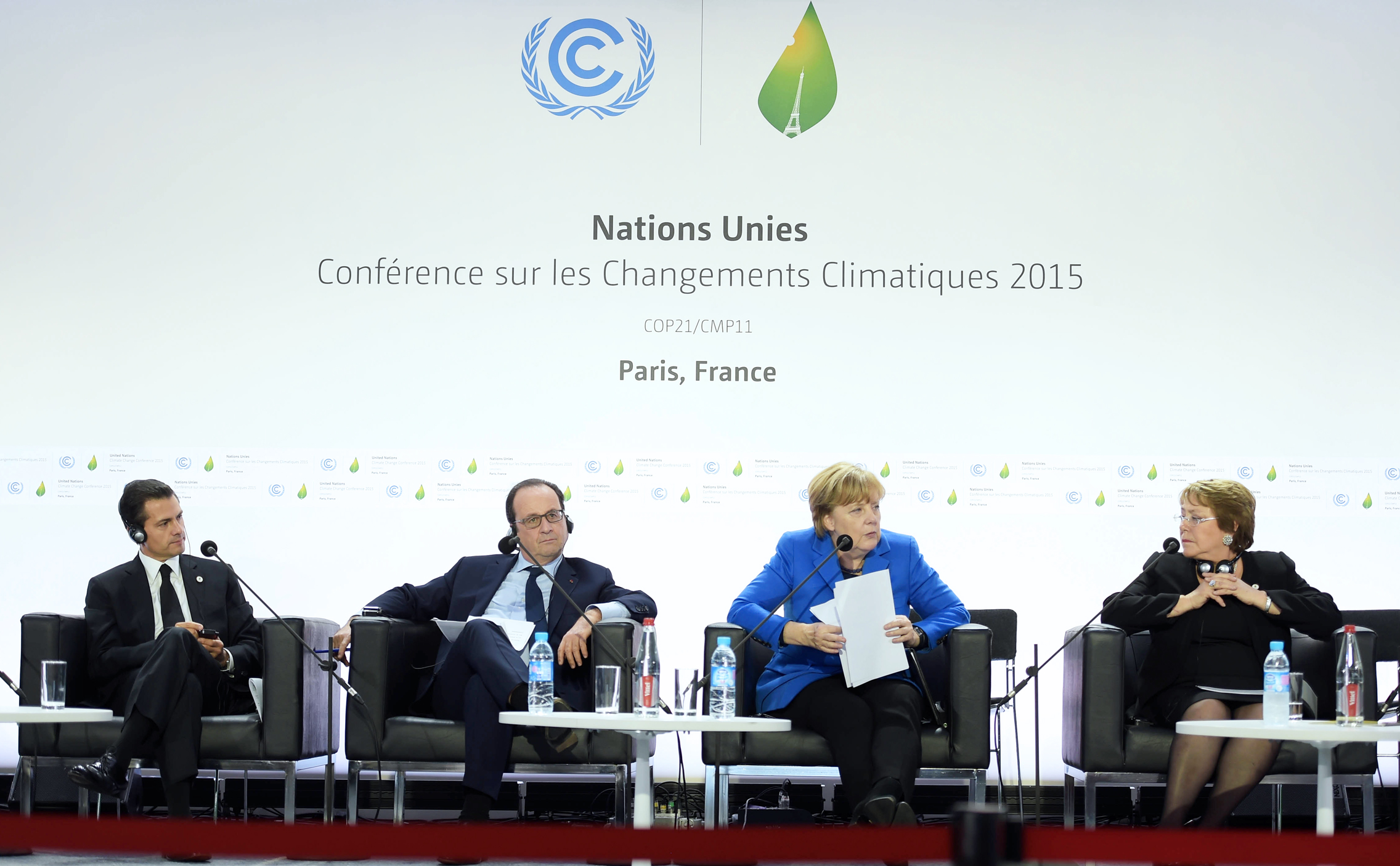
Enrique Peña Nieto, François Hollande, Angela Merkel, Michelle Bachelet
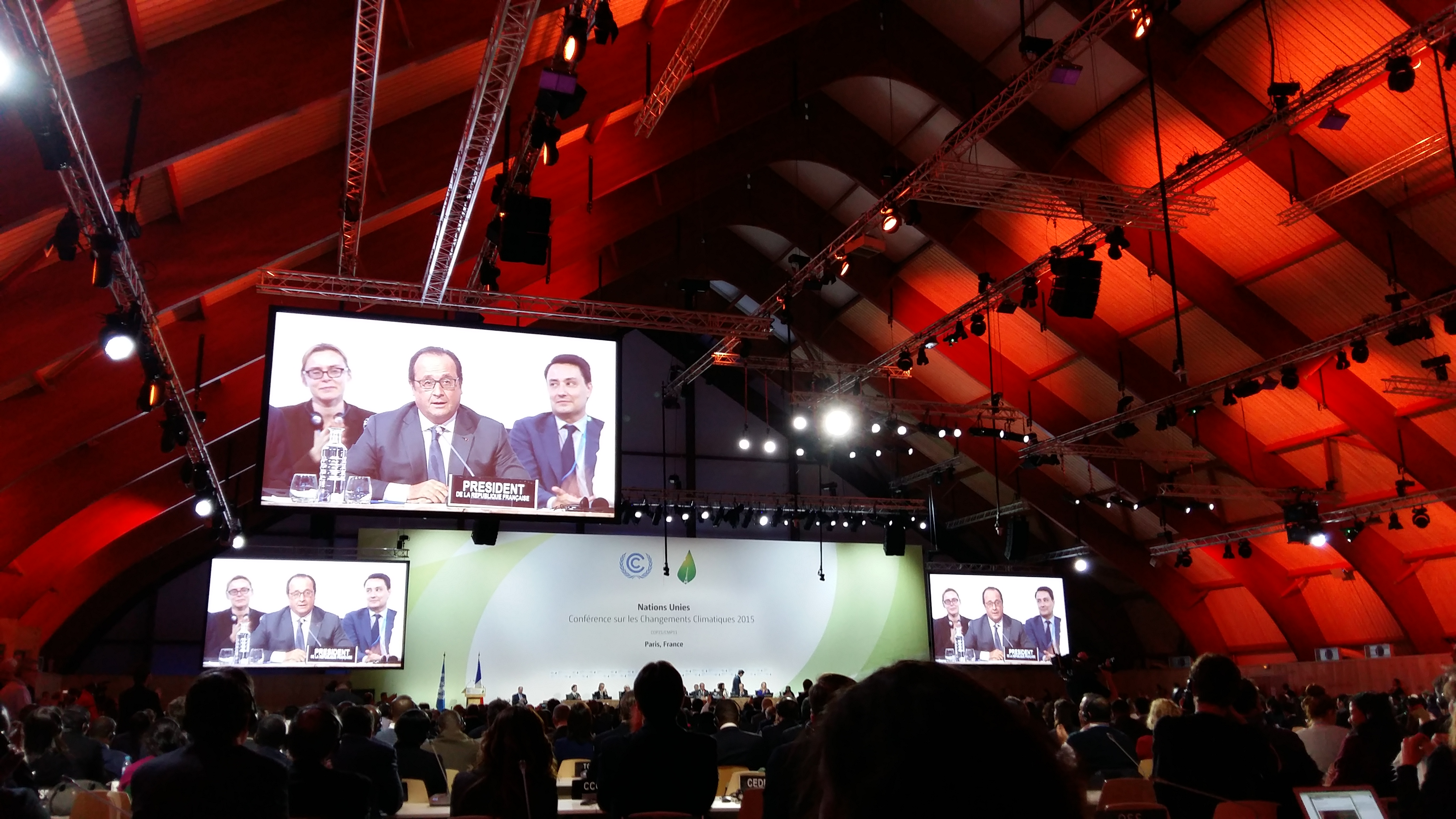
Discurso de François Hollande en la ceremonia de cierre de la cop21 (12/12/2015)